# Dvorni trg
Dvorni trg (deutsch: Burgplatz) ist der Name eines Platzes zwischen dem Hribar-Damm am rechten Ufer der Ljubljanica und dem Hauptgebäude der Universität in der Altstadt von Ljubljana, Slowenien.

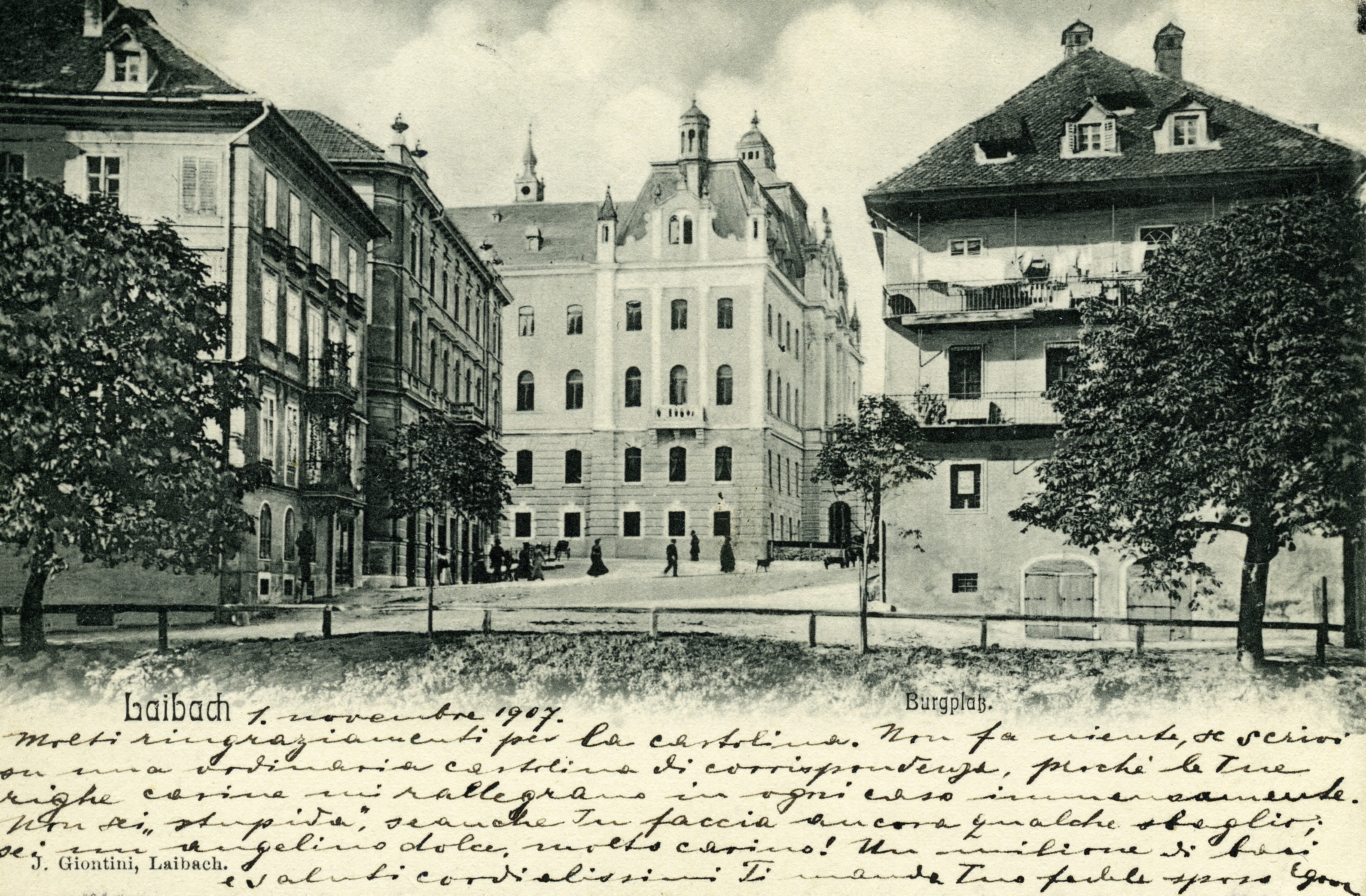
Burgplatz 1907

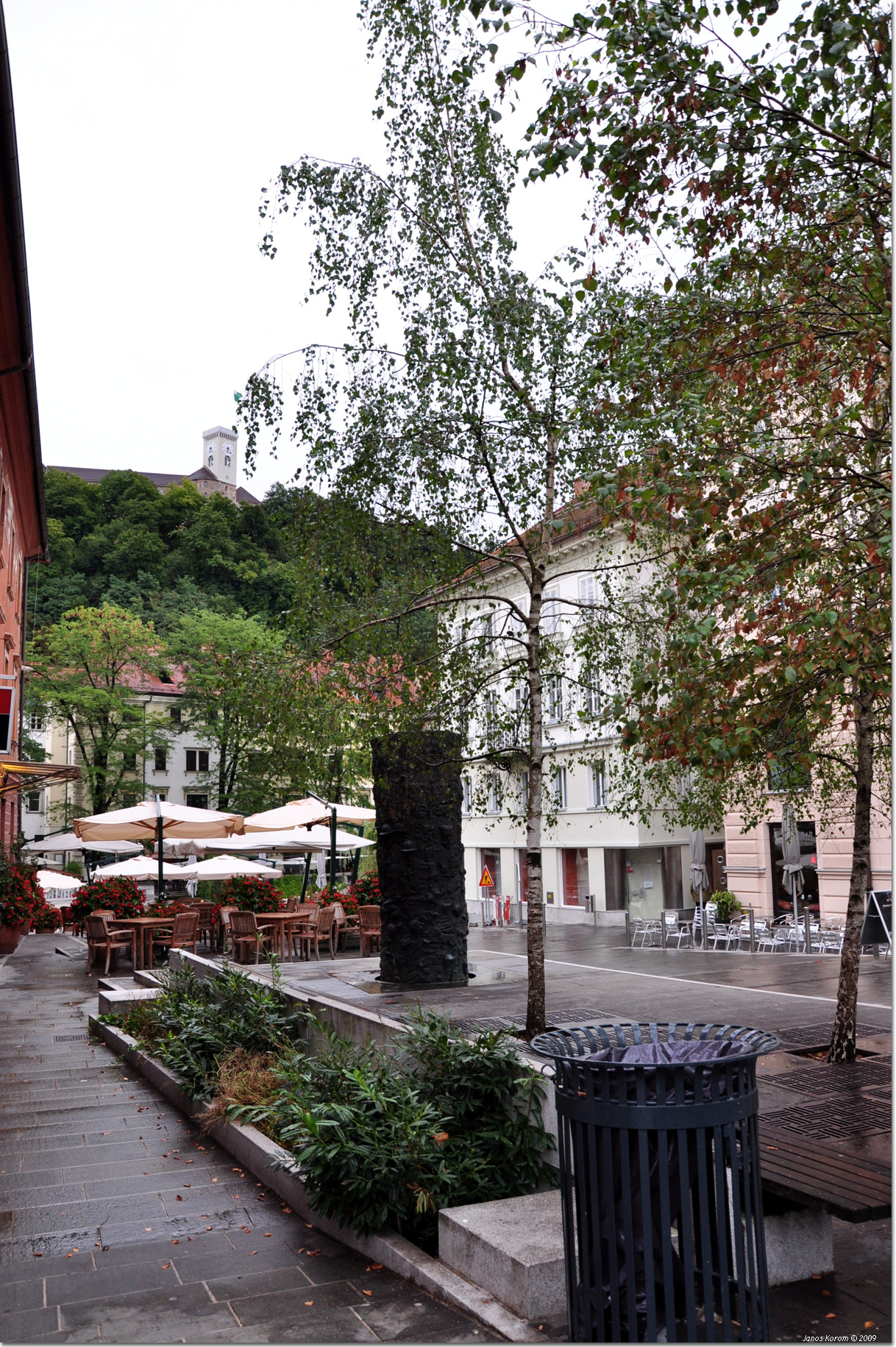
Kriegerdenkmal 1912–1918

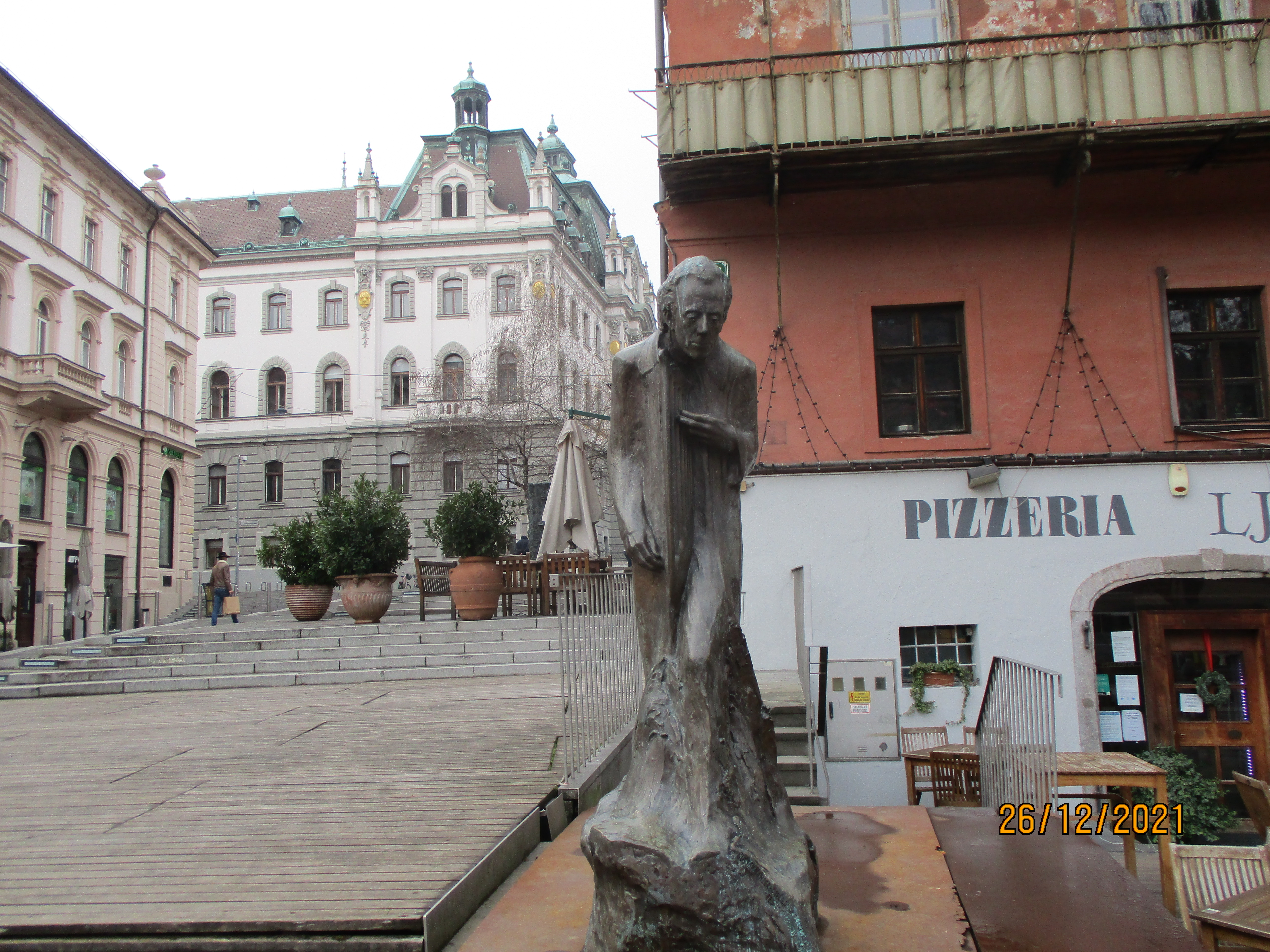
Mahler-Statue

Der Platz, der sich an einem malerischen Ort oberhalb des Flusses befindet, wurde 2002 gründlich renoviert, als mehrere Treppen und Plattformen gebaut wurden, um die Sommergärten von Restaurants aufzunehmen und einen einzigartigen Ort für kleinere Open-Air-Veranstaltungen zu bieten. Besonders im Sommer finden auf Dvorni trg zahlreiche Konzerte, Tanzshows und Kinderveranstaltungen statt.

## Geschichte
Dvorni trg ist einer der ältesten Plätze von Ljubljana. Vor 1515 markierte er die nördliche Grenze des jüdischen Ghettos von Laibach. Später wurde er nach der Laibacher Burg Burgplatz genannt.
1877 wurden sowohl die deutsche als auch die slowenische Bezeichnung verwendet.

## Bauwerke und Einrichtungen
Oberhalb des Platzes steht das Krainer Landhaus. Der Platz endet an der Ljubljanica mit einer Treppenanlage.

### Denkmal für die Slowenischen Kriegsfreiwilligen 1912–1918
Das Denkmal befindet sich im westlichen Teil des Dvorni trg neben der Gosposka ulica unterhalb des Krainer Landhauses. Es erinnert an die Beteiligung slowenischer Freiwilliger an den Kämpfen in den Balkankriegen und im Ersten Weltkrieg. Es wurde im Jahr 1980 von Janez Boljka gestaltet und 1981 errichtet. Die zylindrische Bronzesäule zeigt die Köpfe von Soldaten und Krankenschwestern. Die Inschrift in der Bodenplatte lautet: Den slowenischen Kriegsfreiwillige und freiwilligen Kämpfern für die Befreiung, Einigung und Gleichberechtigung der jugoslawischen Völker in den Jahren 1912 bis 1918, 

### Gustav-Mahler-Statue
An der nordöstlichen Ecke des Platzes steht kurz vor dem Übergang zum Hribar-Damm seit 2011 eine kleine Statue des Komponisten und Dirigenten Gustav Mahler (1850 bis 1911), der zu Beginn seiner musikalischen Laufbahn, in den Jahren 1881 und 1882, in Laibach als Dirigent wirkte und im Haus Mestni Trg 26 wohnte. Das Denkmal wurde aus Anlass von Mahlers hundertstem Todestag aufgestellt und stammt vom slowenischen Künstler Bojan Kunaver, der bereits in den 80er Jahren eine Mahler-Statue für Toblach in Südtirol schuf.